# Vodochranilisjtje Rudnjanskoje
Vodochranilisjtje Rudnjanskoje (ryska: Водохранилище Руднянское) är en reservoar i Belarus.   Den ligger i voblasten Minsks voblast, i den centrala delen av landet, 80 km söder om huvudstaden Minsk. Vodochranilisjtje Rudnjanskoje ligger 160 meter över havet. Arean är 3,3 kvadratkilometer. Den sträcker sig 2,9 kilometer i nord-sydlig riktning, och 1,9 kilometer i öst-västlig riktning.
Trakten runt Vodochranilisjtje Rudnjanskoje består till största delen av jordbruksmark. Runt Vodochranilisjtje Rudnjanskoje är det ganska tätbefolkat, med 58 invånare per kvadratkilometer.